# 焦佳弘
焦佳弘（1984年11月14—），出生於台中市，畢業於台中一中、國立交通大學族群與文化研究所碩士，曾任國立交通大學學聯會會長，立法院國會助理，中華職棒球員工會辦公室副主任，現為中華民國足球協會副秘書長。公共政策網路參與平臺：千足計劃-- 為提升國內足球參與可能，中央政府應鼓勵設置社區型足球場或複合式使用球場並規劃試辦計劃案的提議人。